# عبد الله يحيى إبراهيم
عبد الله يحيى إبراهيم ممثل ومسرحي ومخرج يمني وهو ابن الفنان يحيى إبراهيم. درس الإخراج التلفزيوني والسينمائي في المعهد الروسي بسوريا وهو خريج بكالوريوس إخراج مسرحي من المعهد العالي للفنون المسرحية بسوريا.

## حياته
ولد عبد الله يحيى إبراهيم في عام 1990 وكان أول ظهور له في التلفزيون بجانب والده الممثل اليمني يحيى إبراهيم وهو في عمر ثلاثة أشهر، وأول ظهور له على خشبة المسرح كان بعمر السنة.
استمرت المشاركات التلفزيونية والمسرحية منذ نعومة أظافره ونال أول بطولة له في مسلسل محمد وشيماء حيث كان يلعب دور البطل دور محمد وكان مسلسل خاص بالاطفال. كان له مشاركات خارجية تلفزيونية منها المسلسل السعودي اليمني خطوات على هضاب اليمن والذي عرض على قناة السعودية الأولى وكان عمره ما يقارب 13 سنة والمسلسل الإماراتي حائر طائر والذي عرض على قناة سما دبي وكان عمره ما يقارب 15- 16 سنة.

## أعماله

### بعض الأعمال التلفزيونية
- مسلسل محمد وشيماء مسابقة الأطفال
- مسلسل مواقف ضاحكة
- القطة الذكية
- مسلسل حكاية من الحارة
- فيلم العرس
- فيلم لحظة ندم
- مسلسل حكاية صابر
- مسلسل رماد الشوك
- مسلسل خطوات على جبال اليمن
- حمود والعائة الكريمة
- مسلسل يوميات عجيب وغريب
- مسلسل حائر طائر
- مسلسل يستاهل البرد
- مسلسل مابش حلا في شي
- مسلسل طريق المدينة
- مسلسل هفة
- مسلسل غربة البن
- مسلسل سد الغريب
- مسلسل خلف الشمس
- مسلسل سر الغراب
- مسلسل لقمة حلال
- مسلسل ماء الذهب

وغيرها

### بعض الأعمال المسرحية
(بعض الأعمال المسرحية)
- مسرحية البوفية (عرضت في العراق ومصر)
- مسرحية الحلم
- مسرحية أحلام صغيرة
- مسرحية الكنز
- مسرحية الفيروس
- مسرحية الفانوس
- مسرحية مدرسة كشكوش

مسرحية النور
- مسرحية الحكمة
- مسرحية وساطة ولكن
- مسرحية الحرمان
- مسرحية عسل الهاجس
- مسرحية قصة معلبة
- مسرحية سجن Vip
- مسرحية شيخ الجن
- مسرحية من أنت
- مسرحية سم الحنش
- مسرحية حمار 2020
- مسرحية فنان بالغصب
- مسرحية فيتامين واو
- مسرحية مريض الوهم
- مسرحية الحاسد والحسود
- مسرحية حفلة ابليس
- مسرحية صوت غير مسموع